# Microsoft Exchange Server
Microsoft Exchange Server je serverový software pro spolupráci společnosti Microsoft. Tvoří jeden ze základů portfolia Microsoftu v oblasti podnikových nástrojů. Mezi jeho hlavní vlastnosti patří příjem a odesílání poštovních zpráv, správa kalendáře a kontaktů, sdílení veřejných složek. Pro přístup k Exchange Serveru je používána aplikace Microsoft Outlook, taktéž má k dispozici webovou aplikaci Outlook Web Access a taktéž je možné využívat jeho služby v mobilních zařízeních. Klientská část Exchange Serveru je multiplatformní a je dostupná pro všechny běžné platformy. Serverová část běží výhradně na platformě Windows Server.

## Zranitelnost

### Sada kritických zranitelností březen 2021
Přibližně v lednu 2021 byla objevena aktivně zneužívaná sada zranitelností typu zero-day attack pro všechny verze Exchange Server 2010 až 2019. Zranitelnosti se nachází zejména v komponentách Web Shell. Tato sada zranitelností umožňuje vzdálený přístup k jakékoli poštovní schránce bez potřeby znalosti přihlašovací údajů a dále zranitelnost Exchange Serveru umožňující vzdálené spuštění kódu, vedoucí k přímému přístupu do cílového operačního systému s právy správce. Na začátku března Microsoft tuto zranitelnost potvrdil a zveřejnil pro ni bezpečnostní opravy.

### FBI opravuje neaktualizované servery
Přes velkou propagaci této zranitelnosti a vydaných oprav existuje velmi velké množství serverů, které nejsou aktualizovány. Na základě této nečinnosti a z důvodů vnitřní bezpečnosti a ochrany podnikání vydal okresní soud v Texasu příkaz pro FBI, aby hledala servery obsahující danou zranitelnost a aktualizovala je bez vědomí vlastníků serveru.